# Roland Schmaltz
Pour les articles homonymes, voir Schmaltz.
Roland Schmaltz (né le 15 novembre 1974) est un grand maître international allemand du jeu d'échecs. Son classement Elo est 2546. Il est surnommé « Hawkeye » et est champion en Blitz.